# 남원 실상사 백장암 삼층석탑
남원 실상사 백장암 삼층석탑(南原 實相寺 百丈庵 三層石塔)은 전북특별자치도 남원시 실상사 백장암에 있는, 남북국 시대의 삼층석탑이다. 1962년 12월 20일 국보 제10호로 지정되었다.

## 형태
이 석탑은 기단구조와 각부 장식조각이 서로 다른 양식을 보여주는 이형석탑으로서, 방형대석을 놓아서 기단을 삼고 그 위에 방형별석의 탑신 받침을 얹어 사각형 3층의 탑신부를 받치고 있다. 1층 탑신은 너비에 비하여 높이가 높으며, 2층과 3층의 옥신은 일반형 석탑에 비하여 감축률이 적고 화려한 조각을 장식한 점이 특징이다. 제1탑신에는 각면에 보살상과 신장입상을 2구씩 병립시켰고, 2층 3층은 아랫부분에 난간을 모각하고, 2층 각면에는 주악천인상을, 3층에는 각면에 1구씩 천인상을 부조하였다. 각 옥개석 추녀에도 연목과 두공을 모각하여 목조건축의 분위기를 재현하고 있다. 상륜부는 일부 없어진 부분도 있으나, 노반·복발·보개·수연이 완전한 예이다.

## 사진

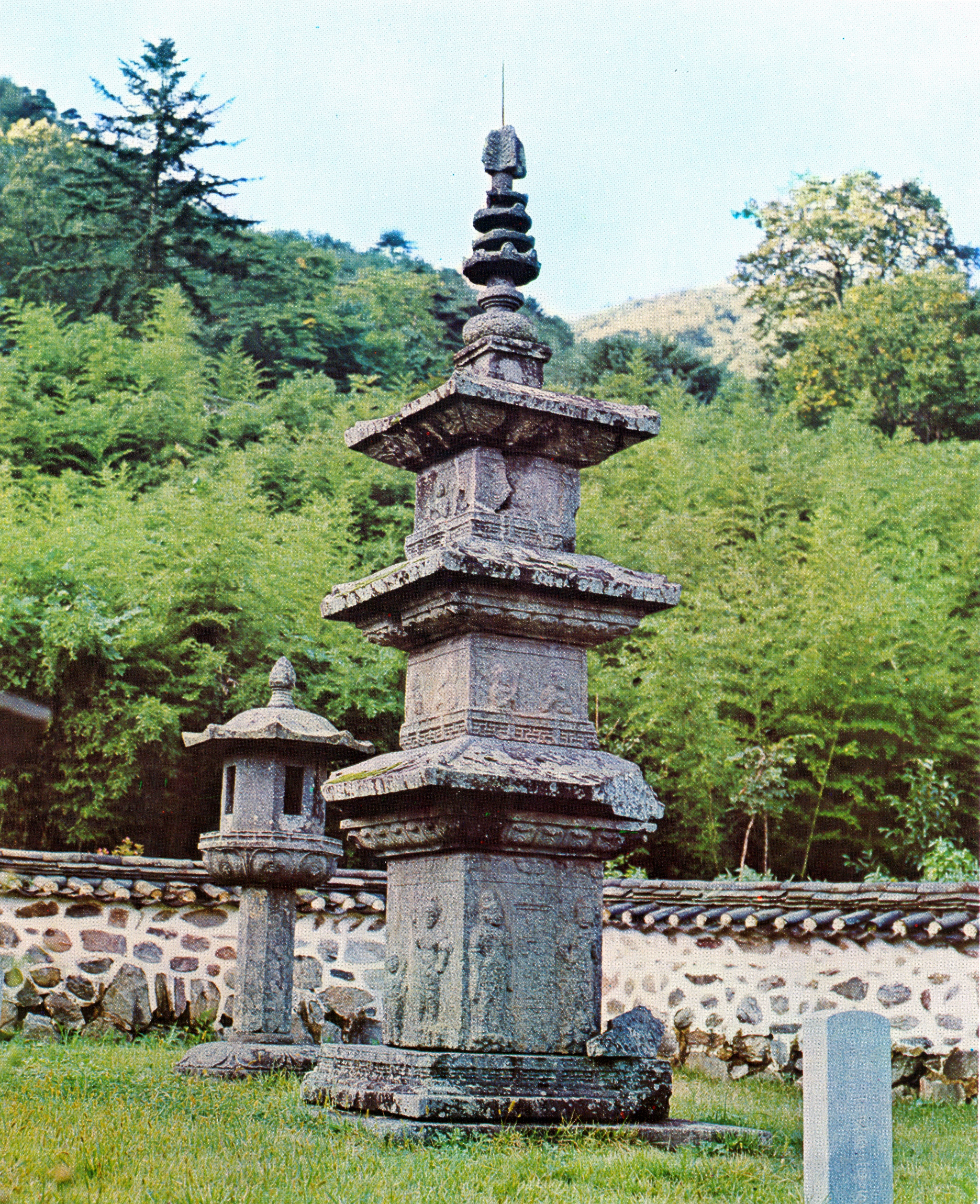
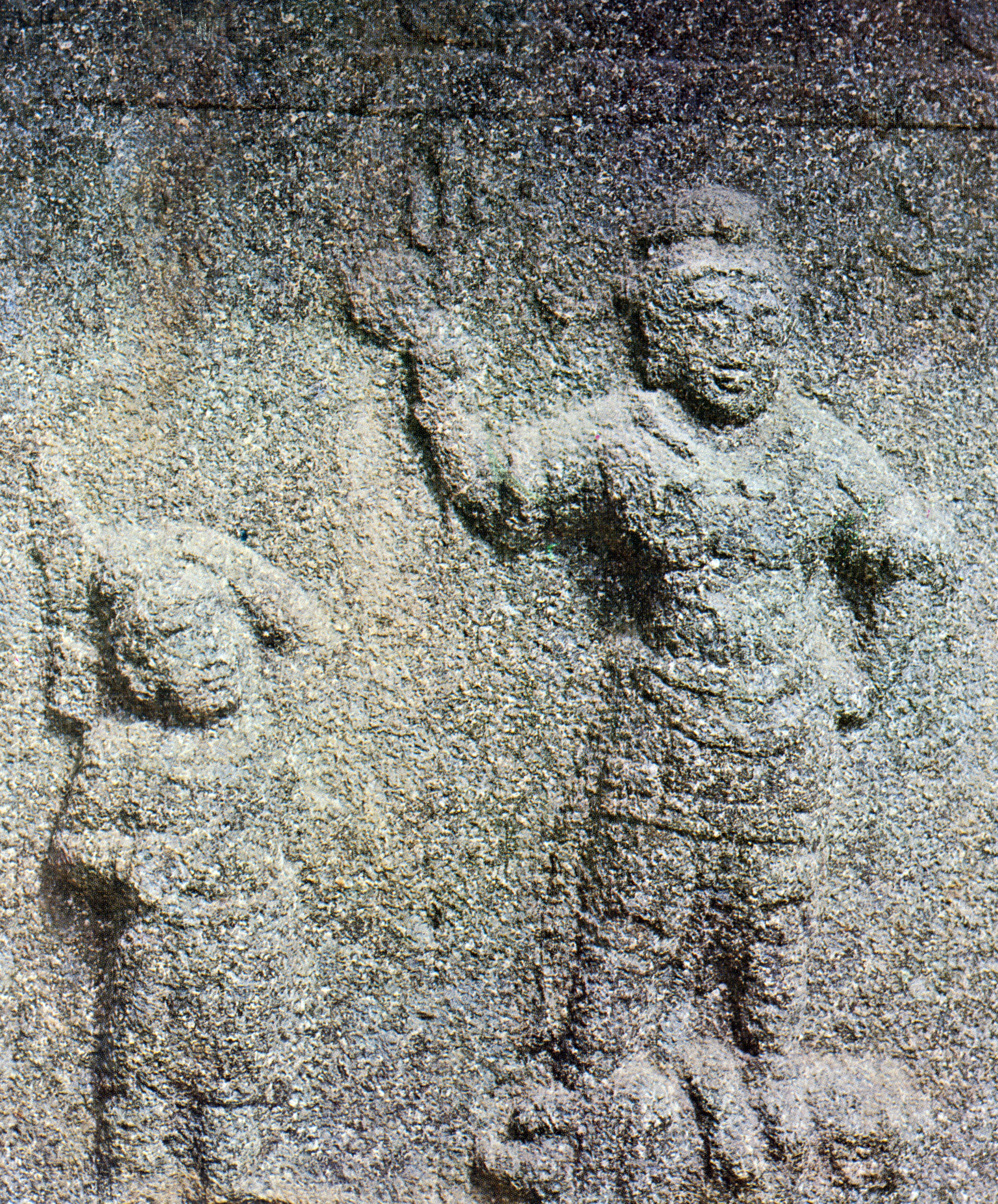
탑 몸돌에 있는 조각상
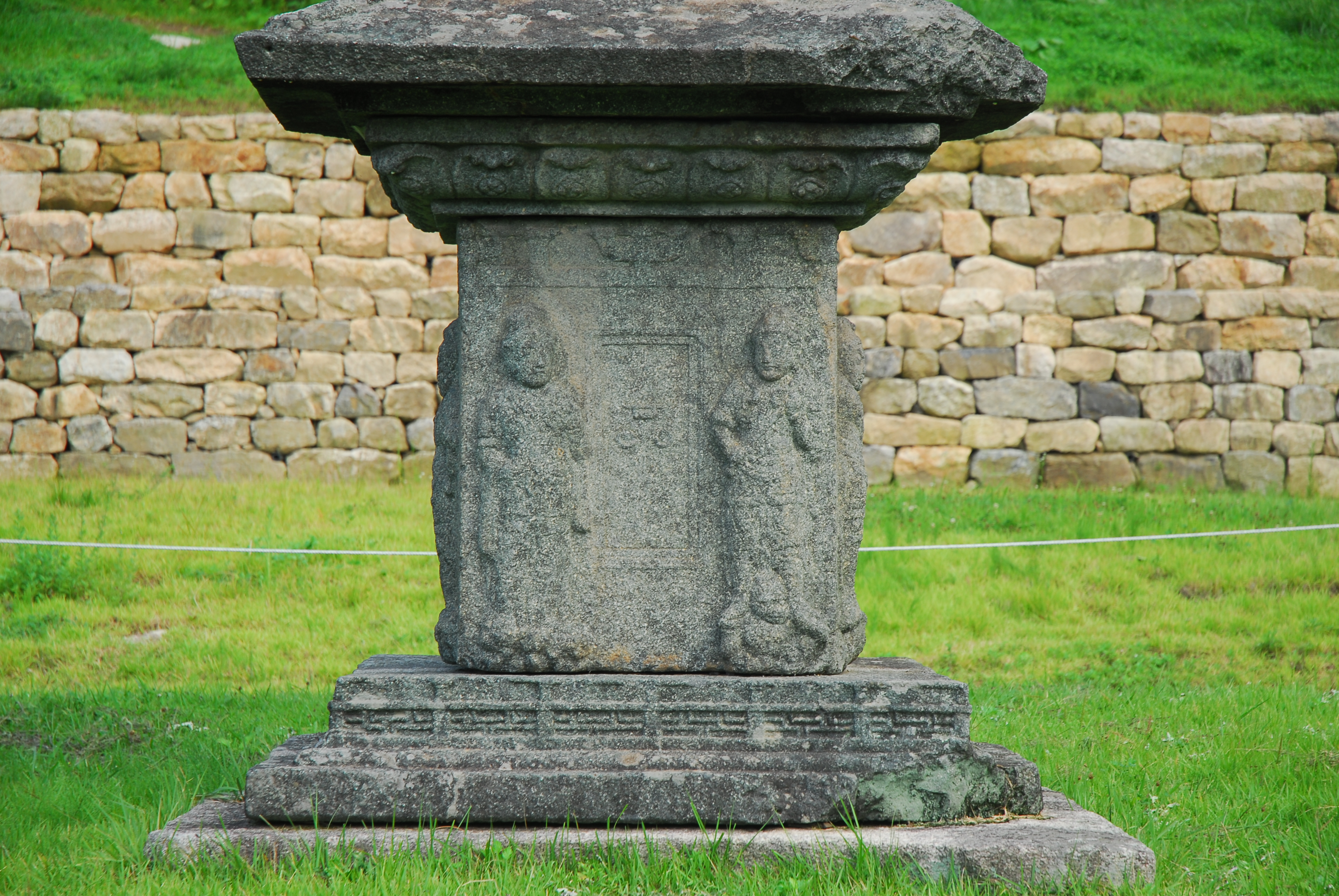

## 같이 보기
- 실상사
- 남원 실상사 백장암 석등

## 참고 문헌
- 남원 실상사 백장암 삼층석탑 - 국가유산청 국가유산포털